# Schlauch Burgkemnitz
Schlauch Burgkemnitz este o arie protejată (arie specială de conservare — SAC, sit de importanță comunitară — SCI) din Germania întinsă pe o suprafață de 67 ha, integral pe uscat.

## Localizare
Centrul sitului Schlauch Burgkemnitz este situat la coordonatele 51°40′05″N 12°22′30″E / 51.6681°N 12.375°E.

## Înființare
Situl Schlauch Burgkemnitz a fost declarat sit de importanță comunitară în martie 2004 pentru a proteja 4 specii de animale. Situl a fost protejat și ca arie specială de conservare în decembrie 2018.

## Biodiversitate
Situată în ecoregiunea continentală, aria protejată nu include niciun habitat protejat.
La baza desemnării sitului se află mai multe specii protejate:
- mamifere (3): liliac cârn (Barbastella barbastellus), castor (Castor fiber), vidră de râu (Lutra lutra)
- nevertebrate (1): libelule (Leucorrhinia pectoralis)

Pe lângă speciile protejate, pe teritoriul sitului au mai fost identificate 5 specii de amfibieni, 2 specii de reptile.